# Зло, творимое людьми
«Зло, творимое людьми» (англ. The Evil That Men Do) — боевик и триллер режиссёра Джей Ли Томпсона, вышедший на экраны в 1984 году с Чарльзом Бронсоном в главной роли. Экранизация одноимённого романа Р. Лэнса Хилла.

## Сюжет
Бывший убийца на службе ЦРУ Холлэнд (Бронсон) ушёл в отставку и незаметно живёт на идиллическом пляже Каймановых островов. Там ему сообщают о смерти старого друга и журналиста-диссидента Хорхе Идальго от рук Клемента Моллоха по кличке «доктор», проживающего в Гватемале. Моллох сделал своей профессией научный подход к пыткам и предлагает свои услуги любым диктаторским режимам, готовым ему платить. Холлэнду о смерти Идальго сообщает профессор и друг Идальго Гектор Ломелин. Он же представляет Холлэнду свидетельства бесчеловечной работы Моллоха и знакомит с вдовой Идальго — Райаной. Холлэнд отправляется в Гватемалу в сопровождении Райаны и её дочери, используя их как прикрытие своей легенды о путешествующем семейном туристе. Там он узнаёт, что доктора повсюду сопровождают три телохранителя и родная сестра. Главного телохранителя и начальника службы безопасности доктора Холлэнд ликвидирует, притворившись свингером и заманив к себе домой из бара под предлогом участия в групповом сексе. На второго устраивает засаду в баре, третьего убивает, когда тот сопровождает сестру доктора в квартиру, где она занимается любовью со своей секретаршей. Взяв сестру доктора в заложницы, Холлэнд выманивает доктора с защищённой виллы под предлогом получения выкупа за сестру. Ликвидировав посланных наёмников и работавшего на доктора сотрудника американского посольства, Холлэнд назначает доктору встречу на заброшенной шахте, однако предмета для торга у него больше нет — сестра доктора случайно погибает в перестрелке. Прибыв на место встречи доктор раскрывает, что ему удалось похитить дочь Райаны и требует ребёнка на свою сестру. Кажущаяся безнадёжной ситуация разрешается, когда живущие на шахте люмпены-рабочие узнают доктора, в ярости атакуют его бронированную машину кирками и молотками и линчуют его на месте. Фильм завершается возвращением Холлэнда на райский пляж Каймановых островов в сопровождении Райаны и её ребёнка.

## Интересные факты
- Название «Зло, творимое людьми» является цитатой из Сцены 2 трагедии Шекспира «Юлий Цезарь» (Марк Антоний: «Зло, творимое людьми остаётся после них; добро же часто хоронится с костями».) Однако популярные русские переводы Шекспира не совпадают с названием фильма: «Людей переживают их грехи…»[2] у Мандельштама, «Дела людей, порочные и злые…» у Козлова[3] и «зло переживает людей…»[4] у Зенкевича, поэтому для русскоязычного зрителя неочевидна.
- Фильм, снятый в Мексике, изначально планировался к выпуску компанией Cannon Films, с которой у Чарльза Бронсона был долговременный контракт[5], однако производство было заброшено из-за финансовых разногласий. В конце концов он был закончен компаниями ITC и Tri-Star, и стал первым фильмом Бронсона вне компании Cannon Films за несколько лет.
- Моллох называет Хорхе (Идальго) Джорджем (переложение испанского Jorge на George)[6], чтобы подчеркнуть, помимо акцента, что Моллох выходец из Великобритании.
- Сцена атаки на машину и линчевания доктора была навеяна серией фильмов Живые мертвецы.
- Архетип врача-садиста в романе строится вокруг скрывшегося после Второй Мировой войны в Южной Америке немецкого врача Йозефа Менгеле[7], но фильм снят в антураже 80-х годов. В начале фильма мы можем наблюдать сорвавшуюся попытку ликвидации доктора в Суринаме, осуществлённую говорящими на иврите людьми (подразумеваются, агенты Моссад[8]). Однако, в фильме на немецкое происхождение злодея ничто не указывает, он слишком молод, чтобы быть беглым нацистом, никак не связан с Менгеле, поэтому не вполне логично и понятно зачем за ним охотится Моссад.

## В ролях
- Чарлз Бронсон — Холлэнд
- Джозеф Маэр — Доктор Моллох
- Джон Гловер — Пол Бриггс, из посольства США
- Тереза Салдана — Райана